# 1450
| 1450               |
| ------------------ |
| Dødsfald - Fødsler |
| • Begivenheder     |

| Gregoriansk kalender | 1450 MCDL               |
| Ab urbe condita      | 2203                    |
| Armensk kalender     | 899 ԹՎ ՊՂԹ              |
| Kinesiske kalender   | 4146 – 4147 己巳 – 庚午 |
| Etiopisk kalender    | 1442 – 1443             |
| Jødisk kalender      | 5210 – 5211             |
| Hindukalendere       |                         |
| - Vikram Samvat      | 1505 – 1506             |
| - Shaka Samvat       | 1372 – 1373             |
| - Kali Yuga          | 4551 – 4552             |
| Iransk kalender      | 828 – 829               |
| Islamisk kalender    | 854 – 855               |

Konge i Danmark: Christian 1. 1448-1481
Se også 1450 (tal)

## Begivenheder
- Christian 1. krones som konge af Norge i Nidaros Domkirken i Trondheim. En aftale slår fast at de to lande skal være under samme konge til evig tid, og at rigerne skal være ligestillede
- 12. august - under Hundredårskrigen opgiver englænderne Cherbourg, hvorefter Karl 7.'s erobring af Normandiet er fuldført
- 3. november - Universitat de Barcelona grundlægges.